# W Juliet
W Juliet är en romantisk komedi-manga av Emura.

## Handling
Makoto Amanos största dröm är att bli skådespelare, men hans far tycker att han ska ta över familjens kampsportsdojo. Han slår därför vad med sin far om att i två år spela tjej utan att bli avslöjad. Pojkflickan Ito Miura får av misstag reda på Makotos hemlighet men lovar att inte avslöja den. Många hinder möter dem på vägen, men de har bestämt sig för att utbilda sig till skådespelare tillsammans.